# صاریغ کوتوله چاکوآ
صاریغ کوتوله چاکوآ (نام علمی: Chacodelphys formosa) نام یک گونه از تیره صاریغ است.